# Forbidden (альбом)
Forbidden (с англ. — «Запрещённый») — восемнадцатый студийный альбом британской рок-группы Black Sabbath, выпущенный в 1995 году.

## Об альбоме
Forbidden записывал тот же состав музыкантов, что и альбом 1990 года Tyr, однако по звучанию и подходу музыкантов к исполнению Forbidden принципиально отличался от предыдущего альбома. Приступая к созданию музыки, Тони Айомми и Тони Мартин решили, что они хотят записать «сверхтяжёлый» альбом с минимальной доработкой песен в студии. Студийные сессии проходили в Devonshire Studios (Лос-Анджелес) и заняли всего 10 дней.
По инициативе менеджмента лейбла I.R.S. альбом был спродюсирован Ernie C, участником группы Body Count .
Композиция «The Illusion of Power» была записана с участием Ice T, вокалиста Body Count. Микширование альбома производилось без участия музыкантов Black Sabbath, поэтому они были недовольны конечным результатом, и в 2015 году Тони Айомми выступил с заявлением о том, что для переиздания он намерен ремикшировать альбом заново. Выпуск ремикшированной версии был запланирован на 2019 год. Инструментальная версия альбома из архива Кози Пауэлла заметно отличается по звучанию от изданной официально и доступна на бутлегах.
Рабочее название альбома было The Illusion of Power.
Записанная во время этих сессий композиция Loser Gets It All вошла на японское издание альбома, а также включена на сборник The Sabbath Stones.
В поддержку альбома было проведено концертное турне. После завершения американской части тура группу покинул Кози Пауэлл. Его сменил ударник Бобби Рондинелли.

## Список композиций

### Сторона А
| №  | Название                                  | Текст песни        | Музыка        | Длительность |
| -- | ----------------------------------------- | ------------------ | ------------- | ------------ |
| 1. | «The Illusion of Power» (участвует Ice T) | Тони Мартин, Ice T | Black Sabbath | 4:51         |
| 2. | «Get a Grip»                              | Мартин             | Black Sabbath | 3:58         |
| 3. | «Can't Get Close Enough»                  | Мартин             | Black Sabbath | 4:27         |
| 4. | «Shaking Off the Chains»                  | Мартин             | Black Sabbath | 4:02         |
| 5. | «I Won't Cry for You»                     | Мартин             | Black Sabbath | 4:47         |

### Сторона Б
| №   | Название         | Текст песни | Музыка        | Длительность |
| --- | ---------------- | ----------- | ------------- | ------------ |
| 6.  | «Guilty as Hell» | Мартин      | Black Sabbath | 3:27         |
| 7.  | «Sick and Tired» | Мартин      | Black Sabbath | 3:29         |
| 8.  | «Rusty Angels»   | Мартин      | Black Sabbath | 5:00         |
| 9.  | «Forbidden»      | Мартин      | Black Sabbath | 3:47         |
| 10. | «Kiss of Death»  | Мартин      | Black Sabbath | 6:06         |

#### Бонус-трек
На японском издании альбома присутствует бонус-трек:
| №   | Название            | Текст песни | Музыка        | Длительность |
| --- | ------------------- | ----------- | ------------- | ------------ |
| 11. | «Loser Gets It All» | Мартин      | Black Sabbath | 2:55         |

## Участники записи
- Тони Айомми — гитара
- Тони Мартин — вокал
- Нил Мюррей — бас-гитара
- Кози Пауэлл — ударные
- Джефф Николс — клавишные